# Les Aventures de Steve Severin
Les Aventures de Steve Severin est une série de bande dessinée de René Follet, Yvan Delporte, Jacques Stoquart et Gerard Soeteman.

## Description
Les aventures de Steve Severin, jeune adolescent hollandais de 12 ans, commencent quand à la suite du décès du père de Steve, sa mère décide d'émigrer aux USA avec ses enfants pour recommencer une nouvelle vie et fuir la misère. Steve est accidentellement séparé de sa famille au départ du Havre. Après avoir faillit être réduit en esclavage et maltraité par des trafiquants, il vivra des aventures palpitantes en compagnie de Natacha, fille d'un Grand Duc de l'empire russe, dans le monde troublé du début du XXe siècle avant d'atteindre l'Amérique. Au fil des aventures une amitié se nouera entre les deux adolescents pour se conclure en idylle.

## Les personnages
- Steve Severin Jeune adolescent hollandais, il fait preuve d'un grand courage et de débrouillardise quand il se retrouve séparé de sa famille.
- Natacha Fillette insouciante et capricieuse d'un grand duc russe, après le décès de celui-ci elle se révèlera courageuse.
- Alexander Raskolnikoff Colonel de l'armée du Tsar, dandy arrogant, brutal et dénué de compassion envers le peuple, il reste un officier totalement dévoué et prêt au sacrifice de sa vie pour l'empire ou pour protéger Natacha.
- Capitaine Fagott Officier britannique, agent des services secrets anglais. Ses missions lui feront croiser la route de Steve, pour lequel il a une grande estime, à plusieurs reprises.
- Capitaine Schlamm Contrebandier, trafiquant d'armes et d'esclaves à l'occasion, il est à l'origine des mésaventures de Steve, qu'il poursuivra longtemps de sa haine.

## Albums
1. Le grand départ
2. Périls en Chine
3. la ceinture d'émeraude
4. Le Treizième Faucon
5. La Mission du E-5
6. La Fille du Grand Duc
7. Des Roses pour Mata-Hari
8. Le Cercle de Justice
9. Cow-boys contre mafia